# Crusader
El tanque Cruiser Mk.VI o A15 Crusader fue uno de los primeros tanques crucero británicos durante la parte inicial de la Segunda Guerra Mundial. Más de 5000 de estos tanques fueron manufacturados y realizaron importantes contribuciones a las victorias británicas durante la Campaña del Norte de África. El Crusader no vio acción más allá de África pero el chasis de este tanque fue modificado para crear unidades antiaéreas, de fuego de apoyo, observación, comunicación, bulldozer y variantes de vehículos de recuperación.
La primera variante del tanque, el “Crusader I”, entró en servicio en 1941 y aunque maniobrable, estaba relativamente blindado y sub armado. Una mejora en el blindaje a 49 mm fue realizada en la versión “Crusader II”. Inicialmente los Crusader Mk I y II estaban armados con el cañón Ordenance QF 2 pounder (40 mm), pero posteriormente el “Crusader III” fue equipado con el Ordenance QF 6 pounder (57 mm) como arma principal. Esta variante fue la más equivalente contra los carros de combate alemanes de media generación, los Panzer III y Panzer IV, a los que se enfrentó en combate. Como parte de la Primera Brigada Blindada, el Crusader tuvo un papel primordial durante la Batalla de El Alamein, desde Tobruk hasta Túnez. Retenido en servicio por los retrasos en el desarrollo de su reemplazo, en 1942 la lentitud en el mejoramiento del armamento, más los problemas de fiabilidad en el ambiente del desierto y la aparición del Tiger I entre las fuerzas alemanas del Afrika Korps, dieron como resultado el reemplazo del Crusader por los M3 Grant y M4 Sherman provistos por los estadounidenses.

## Diseño y desarrollo
En 1938, Nuffield Mechanizations and Aero Limited produjo el diseño A16 de un carro de combate pesado de crucero basado en una suspensión Christie. Enfocándose en un carro de combate más ligero y barato de construir, el Estado Mayor pidió alternativas. Para esto, se diseñó el A13 Mk III que entraría en servicio como el “Cruiser Mk V” (conocido en el servicio como “Covenanter”). A Nuffield, en 1939, se le ofreció la oportunidad de tomar parte en la producción del Covenanter.
Nuffield, sin embargo, prefirió trabajar en su propia versión del A13, aunque aun así proporcionó el trabajo de diseño de la torreta del Covenanter. El nuevo diseño fue adoptado como “Tanque Crucero, Mk VI Crusader”, bajo la especificación A15 del Estado Mayor. Aunque a los Crusader se los considera como una versión mejorada del Covenanter, en realidad fueron un diseño paralelo. Ambos tanques fueron pedidos “directamente como en el diseño del tablero de dibujo”, construidos sin desarrollar un prototipo primero. Con un comienzo tardío, el modelo piloto de los Crusader en realidad llegó seis semanas antes que el primer Covenanter.
A diferencia de los primeros “Christie Cruisers” los A13, Mk III, Mk IV y el Mk V Covenanter, que fueron construidos con cuatro ruedas por lado, el Crusader poseía cinco ruedas por cada lado generando una mejor distribución del peso ya que el tanque pesaba 20 toneladas, en comparación con las 14 toneladas de los Cruiser previos. Las ruedas eran de 32 pulgadas (810 mm) de diámetro, de acero prensado con anillo de caucho. El armazón principal estaba construido en dos partes con los brazos de suspensión entre ellos.
Poseía un motor diferente al Covenanter, diferente sistema de dirección y un sistema de enfriamiento convencional con los radiadores en el compartimiento del motor. Pues los radiadores estaban alojados en la parte frontal del caso al lado izquierdo, debido a que el motor ocupaba toda el área incluida la zona del radiador, tenía una torreta donde estaba alojada una ametralladora Besa. Esta torreta era difícil de utilizar y generalmente era desmontada en el campo o permanecía desocupada.
Ambos diseños, el A13 Mk III y el A15, utilizaban el mismo tipo de torreta. Esta torreta era poligonal, con los lados inclinados hacia afuera y luego hacia adentro. Para darle un máximo espacio en el anillo de torreta que era de tamaño limitado. 
Los primeros modelos de producción tenían un mantelete de acero semi-interno, que fue reemplazado rápidamente por uno de mayor protección, más largo este mantelete poseía tres ranuras verticales, para el arma principal, la ametralladora Besa coaxial y para el telescopio de mira. Estos no traían la distintiva cúpula para el comandante, en lugar de ello poseía una escotilla plana con un visor periscópico montado en ella.
El armamento principal, como en otros carros británicos del periodo, estaba equilibrado de tal manera que permitía que el artillero pudiera controlar la elevación del arma con el hombro derecho, para lo cual se utilizaba un mecanismo de engranajes. Esto encajaba bien con la doctrina británica de disparar con precisión en movimiento.
Cuando se entendió que no habría retrasos en la introducción del sucesor crucero pesado (el Cavalier, Centaur y el Cromwell) el Crusader fue adaptado para utilizar el cañón de 6 libras.

## Variantes

### Cruzado I (Crucero Mk VI)
Crusader I con su torreta auxiliar en su lugar
Versión de producción original. La torreta auxiliar se quitó a menudo en el campo, eliminando la posición del artillero de la ametralladora del casco.
Crusader I CS (Cruiser Mk VI CS) ( apoyo cercano ) montó un obús de 3 pulgadas (76,2 mm) en la torreta en lugar del 2 libras.

### Cruzado II (Crucero Mk VIA)
El Crusader II había aumentado el blindaje en el frente del casco y el frente de la torreta. Al igual que con el Mk I, la torreta auxiliar se quitó a menudo.
Crusader II CS (Cruiser Mk VIA CS) montó un obús de 3 pulgadas (76,2 mm) en la torreta.
La versión del tanque de mando existía con una pistola simulada y dos radios.

### Cruzado III
Cruzado Mk III
Debido a los retrasos con el Cruiser Mark VII Cavalier y la necesidad de tanques de crucero, el Crusader fue mejorado con el cañón de 57 mm y 6 libras , el primer tanque británico en montar este cañón. El trabajo de diseño para una nueva torreta comenzó en marzo de 1941, pero Nuffield no participó hasta finales de año, cuando adaptaron la torre existente con un mantelete y una escotilla nuevos.
La torreta también recibió un extractor para eliminar los humos del disparo del arma. El cañón más grande restringía el espacio de la torreta, por lo que la tripulación se redujo a tres, y el comandante también actuaba como cargador de cañones, una función que anteriormente desempeñaba el operador inalámbrico. El espacio de la torreta auxiliar se dedicó a la estiba de municiones.
Crusader III también vio la introducción del Mk. Motor IV Liberty, solucionando muchos de los problemas de confiabilidad encontrados anteriormente. Este contó con el Mk. III bombas de agua actualizadas posteriormente junto con una transmisión por eje que reemplaza la transmisión por cadena para los ventiladores de enfriamiento.
La producción comenzó en mayo de 1942 y 144 se completaron en julio.  El Crusader III entró en acción por primera vez, con aproximadamente 100 participantes, en la Segunda Batalla de El Alamein en octubre de 1942.

### Puesto de observación
Este era un tanque convertido en un puesto de observación blindado móvil para la dirección de la artillería. Se fijó la torreta en su lugar, se quitó el arma y se colocó un cañón simulado para darle la misma apariencia externa de un tanque normal. Sin necesidad de munición, el interior se entregó a las radios, dos radios y radio, tableros de mapas y equipos relacionados. La Artillería Real podría entonces operar el tanque OP al frente entre las unidades de combate que dirigen el fuego de artillería en su apoyo.

### Cruzado III, AA Mk I
Crusader AA con cañón Bofors de 40 mm , en la Escuela de Vehículos Blindados de Combate, Ala de Artillería en Lulworth en Dorset , 25 de marzo de 1943
El cañón de 6 libras fue reemplazado por un cañón antiaéreo Bofors de 40 mm con cargador automático y montaje motorizado en una torreta abierta. La tripulación era de cuatro: comandante, capataz, cargador y conductor. Sin embargo, los Crusader III, AA Mk I que usé en el noroeste de Europa a partir del día D no tenían la torreta, sino un cañón Bofors de 40 mm montado directamente en la parte superior del casco con su escudo estándar.

### Cruzado III, AA Mk II / Mk III
Cruzado AA Mk II
Un Crusader armado con cañones gemelos Oerlikon de 20 mm para uso antiaéreo y una sola ametralladora Vickers GO de .303 (7,7 mm) .La torreta era una pequeña torreta poligonal con armadura pesada, pero poca visibilidad de la situación para detectar aviones que se acercaban. El Mk III solo se diferenciaba del Mk II por la posición de la radio, que se movió al casco para liberar algo de espacio dentro de la torreta.

Variante de tanque Crusader AA montando un cañón triple Oerlikon en posición de casco hacia abajo , 19 de julio de 1944
Se produjo una variación con Oerlikons triples en cantidades muy limitadas, pero parece que se ha utilizado solo para entrenamiento. 
Debido a la superioridad aérea de los aliados sobre los campos de batalla del noroeste de Europa, ninguna de las versiones AA vio mucha acción contra aviones, pero unas pocas, especialmente con la 1.a División Blindada Polaca , se usaron contra objetivos terrestres. Las tropas AA, adjuntas a los escuadrones del cuartel general, se disolvieron después del desembarco de Normandía.

### Crusader II, Gun Tractor Mk I
Tractor arma Crusader
El tractor arma cruzado salió de una necesidad de un vehículo a remolcar el pesado mm 76,2 QF 17 pounder arma antitanque . Era un casco de tanque Crusader con una superestructura cuadrada simple que reemplazaba la del tanque de armas. La estructura de 14 mm de espesor protegía al conductor y a la tripulación de seis personas. El tractor también llevaba munición en la parte trasera y dentro del área de la tripulación.
Aunque era casi tan pesado como el tanque de armas, todavía era capaz de alcanzar una alta velocidad y estaba oficialmente limitado a 27 mph (43 km / h). Esto todavía era difícil para los cañones remolcados de 17 libras. Se utilizaron en el noroeste de Europa desde el desembarco de Normandía en 1944 hasta el final de la guerra en 1945.
Una de esas unidades fue el 86.º Regimiento de Cañones Antitanques, Artillería Real, parte del XII Cuerpo. En el 86, el tractor de armas Crusader reemplazó a los tractores de armas Morris C8 anteriores en dos de las cuatro baterías. Los veteranos de la unidad informaron que el Crusader era popular entre las tripulaciones y que a menudo eran conducidos por ex conductores del Cuerpo Blindado adscritos a la Artillería Real debido a su experiencia de conducción. Los veteranos 86 afirmaron que eliminaron los 'gobernadores' que normalmente limitaban las velocidades de los tanques. Así adaptado, atribuyeron a un Cruzado vacío velocidades de hasta 55 mph (89 km / h) y afirmaron poder superar a las motocicletas de la Policía Militar, que estaban limitadas a una velocidad en tiempo de guerra de solo 50 mph (80 km / h) debido a gasolina de baja calidad.
Algunos vehículos también fueron utilizados por los comandantes de baterías como vehículos blindados de comando y reconocimiento no muy frecuentes.

### Cruzado ARV Mk I
ARV cruzado
Vehículo de recuperación blindado basado en casco Crusader sin torreta. Un prototipo se construyó en 1942.

### Cañones autopropulsados Crusader
- Cañón autopropulsado cruzado del Ejército Argentino

Se construyó una modificación de la posguerra, probablemente solo con fines de prueba, con una pistola mediana de 5.5 pulgadas (140 mm) instalada en la parte delantera del vehículo, mirando hacia atrás.
- Algunos tractores de armas Crusader vendidos después de la guerra a Argentina se convirtieron en cañones autopropulsados, con cañones franceses de 75 mm o 105 mm instalados en una superestructura grande y cuadrada.

### Variantes adicionales
Crusader with Anti-Mine Roller Attachment (AMRA) Mk Id : un dispositivo de limpieza de minas que consta de cuatro rodillos pesados suspendidos de un marco. El peso de los rodillos se puede aumentar llenándolos con agua, arena, etc.
Los cruzados se utilizaron para la experimentación, como un kit de flotación, que consta de dos pontones unidos a los lados del casco, palas especiales unidas a las orugas para propulsar el vehículo en el agua y una cubierta sobre las entradas de aire del motor y las rejillas de refrigeración.

## Historial de servicio
Los Crusader sirvieron casi exclusivamente en la campaña del Norte de África. Su primera acción fue en la "Operación Battleaxe".
Tras el fin de dicha campaña ya había mejores carros disponibles, como el Sherman y el Cromwell, y los Crusader se emplearon en tareas secundarias el resto de la guerra: como base para montar antiaéreos o como tractores de artillería.
Como antiaéreos se diseñaron para su uso en el noroeste de Europa, pero debido al dominio aéreo aliado no fueron necesarios.
Como tractores de artillería se usaron en regimientos dotados de cañones de 17 libras encuadrados dentro de divisiones blindadas y con el XII Cuerpo de Ejército.
Además,el Crusader, junto al Covenanter, equiparon regimientos destacados en Gran Bretaña (particularmente en la 11.ª División Blindada).
Se desarrolló un Crusader con pala bulldozer pero no se usó en ninguna operación.